# ギオルギ・アサニゼ
ギオルギ・アサニゼ（グルジア語: გიორგი ასანიძე、グルジア語ラテン翻字: Giorgi Asanidze、1978年8月30日 – ）は、ジョージアの政治家、重量挙げ選手。2004年から2012年までジョージア国会議員を2期8年務めた。

## 経歴
国立体育スポーツアカデミーを卒業。トビリシ国立大学にて経済学の教授に就任。2004年に統一国民運動から国会議員に立候補し、当選。2008年にも同党から立候補し、当選した。